# Meu Reino Encantado - A Coleção
Meu Reino Encantado - A Coleção  é o primeiro box set do cantor brasileiro Daniel. Foi lançado em 29 de novembro de 2006 pela Warner Music. Ele trazia os três volumes do projeto Meu Reino Encantado, além  de um CD bônus, intitulado Bailão do Daniel.

## Sobre o projeto
O projeto Meu Reino Encantado era um sonho que acompanhava Daniel desde os tempos da dupla com o saudoso João Paulo. Em paralelo aos chamados "discos de carreira", os cantores ambicionavam gravar álbuns com clássicos da música sertaneja raiz, contando sempre com convidados especiais. Em 1997, João Paulo morreu vítima de um acidente de carro, porém Daniel persistiu na ideia e o levou adiante. "Esse projeto é muito particular porque eu idealizava fazer com o saudoso João Paulo. Sempre cantarolávamos esse tipo de música, pois são influências, desde infância, adolescência ouvindo em casa. Nos bastidores, em quarto de hotel, nós sempre catávamos uma viola para ensaiar essas músicas. Tive a ideia de dar início ao projeto e convidar alguns cantores, pessoas que eu admirava muito. A primeira pessoa que queria que estivesse em meu projeto era o meu pai, que tanto pra mim quanto para o João Paulo, era nosso professor. Quando pedi que ele escolhesse uma canção, a escolha foi 'Meu Reino Encantado'. O produtor na época, Manoel Nenzinho Pinto, sugeriu que o nome do álbum fosse esse também;" esclareceu.
Este projeto possui um valor sentimental para Daniel, sendo muito importante por vários motivos. Primeiro, por reviver suas origens, mostrando a paixão e admiração que cultiva pela música de raiz, apesar de pertencer a outra geração. Segundo, por ser uma forma de homenagear seu pai, José Camillo, também fanático por esse gênero e tão importante em sua carreira. O projeto, aliás, nasceu justamente para homenageá-lo. "Ele sempre foi meu maior incentivador, então quando tive a chance de homenagear ele, foi a primeira coisa que fiz. É meu grande professor, em todos os sentidos. É um projeto de significado muito grande porque mostra um pouco do que a gente vivia nos bastidores, em ensaios com viola. Fui um dos últimos a gravar com Pardinho [da dupla Tião Carreiro & Pardinho], gravei também com Pena Branca [da dupla Pena Branca & Xavantinho]. É muito legal manter esse legado, eles possuem bandeiras, crenças que levarei até o fim da vida. Não imaginava que teria o prazer de fazer três projetos dessa forma, dividindo a parceria com todos eles, satisfazendo um desejo pessoal e comemorando.  A música raiz me fascina, porque tem uma veracidade muito grande e é atual em todos os aspectos;" finalizou.
Os três volumes do projeto estão reunidos neste box set. O cantor traz temas raiz, com vários convidados especiais, além de seu pai, José Camillo. O box tem também um CD inédito, Bailão do Daniel, com temas dançantes gravados ao longo da carreira solo, em seleção de repertório feita pelo próprio cantor.

## Lista de faixas
Meu Reino Encantado
Meu Reino Encantado II
Meu Reino Encantado III
| Bailão do Daniel |                                                       |                                                                         |         |  |
| N.º              | Título                                                | Compositor(es)                                                          | Duração |  |
| 1.               | "Vou de Fusca"                                        | Neldon Farias / Waldir Luz / Anísio Rocha                               | 3:03    |  |
| 2.               | "Bem Simplesinho"                                     | Rick                                                                    | 4:11    |  |
| 3.               | "Machuca Eu"                                          | Rick / João Márcio / Fabiano                                            | 3:08    |  |
| 4.               | "Sombra Boa e Água Fresca"                            | Chico Amado / Andrey                                                    | 3:32    |  |
| 5.               | "Não Empurra Não"                                     | Tivas / Waldir Luz                                                      | 3:36    |  |
| 6.               | "Tampa da Panela"                                     | Waldir Luz / Nana Nascimento                                            | 2:57    |  |
| 7.               | "A Gata do Milênio"                                   | Marcos Marcelo / Nana Nascimento / Waldir Luz                           | 4:38    |  |
| 8.               | "Estourou um Cano"                                    | Rick                                                                    | 3:21    |  |
| 9.               | "Peão Apaixonado"                                     | Pinocchio                                                               | 3:00    |  |
| 10.              | "Pode Passar o Rodo"                                  | Tivas / Nino                                                            | 3:12    |  |
| 11.              | "Já Tô no Grude"                                      | Waldir Luz / Neldon Farias / Nana Nascimento                            | 3:16    |  |
| 12.              | "Carro e Mulher"                                      | Waldir Luz / Tivas                                                      | 2:36    |  |
| 13.              | "A Jiripoca Vai Piar"                                 | Adriano Bernardes                                                       | 4:23    |  |
| 14.              | "Eu Me Amarrei"                                       | Waldir Luz / Tivas                                                      | 3:27    |  |
| 15.              | "Pot-Pourri: Brasil, Samba e Forró / Dengo / Fricote" | Chico Amado / Xodó / Neldon Farias; Waldir Luz / Daniel; Leandro Lehart | 4:57    |  |
| Duração total:   | Duração total:                                        | Duração total:                                                          | 39:16   |  |

## Sequências:De Pai pra Filhoe DVD
Daniel já manifestou o desejo de gravar um DVD ao vivo deste projeto, porém, não se sabe se a ideia foi descartada. Em 2022, um quarto volume foi lançado, intitulado Meu Reino Encantado - De Pai pra Filho. Gravado em parceria com seu pai, o álbum trazia canções que marcaram a memória afetiva do cantor.